# Гречи (Тулћа)
Гречи (рум. Greci) је насеље и седиште истоимене општине Гречи у жупанији Тулча у Румунији. Према попису из 2021. у насељу је било 4.692 становника.
Једино је насеље у општини Гречи и по броју становника је четврто највеће насеље у жупанији Тулча.

## Становништво
| 1992. | 2002. | 2011. | 2021. |
| ----- | ----- | ----- | ----- |
| 5.481 | 5.508 | 5.117 | 4.692 |

Према попису из 2021. у Гречију је живело 4.692 становника што је за 425 мање (-8,31%) у односу на попис из 2011. када је било 5.117 становника.
Према попису из 2021. већину станоништва чинили су Румуни (90,90%).
| Етнички састав према попису из 2021.‍ | Етнички састав према попису из 2021.‍ | Етнички састав према попису из 2021.‍ | Етнички састав према попису из 2021.‍ | Етнички састав према попису из 2021.‍ |
| ------------------------------------ | ------------------------------------ | ------------------------------------ | ------------------------------------ | ------------------------------------ |
|                                      |                                      |                                      |                                      |                                      |
| Румуни                               | Румуни                               |                                      | 4.265                                | 90,90%                               |
| Италијани                            | Италијани                            |                                      | 15                                   | 0,32%                                |
| Роми                                 | Роми                                 |                                      | 15                                   | 0,32%                                |
| Остали и непознато                   | Остали и непознато                   |                                      | 397                                  | 8,46%                                |